# Rico Lieder
Rico Lieder (* 25. September 1971 in Burgstädt) ist ein ehemaliger deutscher Leichtathlet und Olympiateilnehmer, der in den 1990er Jahren ein erfolgreicher 400-Meter-Läufer war.

## Ergebnisse mit der 4-mal-400-Meter-Staffel
- 1990 (für die DDR startend) Europameisterschaften: Platz 3 (3:01,51 min: Rico Lieder, Karsten Just, Thomas Schönlebe, Jens Carlowitz)
- 1991 Hallenweltmeisterschaften: Platz 1 mit Hallenweltrekord (3:03,05 min: Rico Lieder, Karsten Just, Thomas Schönlebe, Jens Carlowitz)
- 1991 Weltmeisterschaften: Platz 6 (3:00,75 min)
- 1992 Olympische Spiele: Im 400-Meter-Lauf und im 4-mal-400-Meter-Lauf Finale nicht erreicht
- 1993 Weltmeisterschaften: Platz 3 (2:59,99 min, zusammen mit Karsten Just, Olaf Hense und Thomas Schönlebe; Rico Lieder als Startläufer)
- 1995 Weltmeisterschaften: Staffel im Endlauf disqualifiziert
- 1996 Olympische Spiele: Im 4-mal-400-Meter-Lauf Finale nicht erreicht

## Erfolge im Einzellauf über 400 Meter
- 1990 Juniorenvizeweltmeister (für die DDR startend).
- 1991 Deutscher Hallenmeister
- 1992 Deutscher Hallenmeister
- 1993 Deutscher Hallenmeister
- 1994 Deutscher Hallenmeister
- 1994 Halleneuropameisterschaften: Platz 3

Lieder gehörte bis 1990 dem SC Karl-Marx-Stadt an (1990 in SC Chemnitz umbenannt). 1992 und 1993 startete er für die LG Chemnitz und ab 1994 für den LAC Chemnitz (ab 1998: LAC Erdgas Chemnitz). Zu seiner aktiven Zeit war er 1,87 m groß und 75 kg schwer.